# Плака (Ређо ди Калабрија)
Плака је насеље у Италији у округу Ређо ди Калабрија, региону Калабрија.
Према процени из 2011. у насељу је живело 180 становника. Насеље се налази на надморској висини од 486 м.